# Swagger
Swagger je první plně studiové album Irsko-Americké celtic punkové kapely Flogging Molly. V roce 2000 jej namíchal Steve Albini.
Na některých mezinárodních vydáních alba byla skladba Sentimental Johnny nahrazena skladbou Juan El Sentimental (španělská verze).
Samotná skladba Swagger na albu obsažena není.

## Skladby na albu
1. "Kory jest Salty Dog" – 2:21
2. "Selfish Seb" – 2:54
3. "The Worst Day Since Yesterday" – 3:38
4. "Every Dog Has Its Day" – 4:24
5. "Life in a Tenement Square" – 3:11
6. "The Ol' Beggars Bush" – 4:34
7. "The Likes of You Again" – 4:33
8. "Black Friday Rule" – 6:57
9. "Grace of God Go I" – 1:55
10. "Kory's lil' friend" – 0:08
11. "These Exiled Years" – 5:15
12. "Sentimental Johnny" – 4:47
13. "Far Away Boys" – 5:06